# Thelomeris
A Thelomeris vagy Sorsvonalak a Trickorn Productions gyártásában készülő magyar 3D science fiction / fantasy film, amely Philip K. Dick világát idézi meg egy sötét, fogaskerekekkel átszőtt városon (Thelomeris) belül, ahol a sorsot és az időt kutatják.

## Szereplők
| Színész            | Szerep                      |
| ------------------ | --------------------------- |
| Dörner György      | Óragyár tulajdonos          |
| Kerekes József     | Óragyár alkalmazottja       |
| Viczián Ottó       | Újságíró                    |
| Bárd Noémi Polli   | Óragyár tulajdonos felesége |
| Rudolf Péter       | Újságíró barátja            |
| Berzsenyi Zoltán   | Orvos                       |
| Vallai Péter       | Beteg                       |
| Papp Orsolya Júlia | Exfeleség                   |
| Szakácsi Sándor    | Főszerkesztő                |
| Mark Hamill        | Stranger                    |
| George Pulkos      | Művezető                    |

## Történet
Sötét felhők gyülekeznek a hatalmas, zakatoló metropolisz, Thelomeris felett, amelynek senki nem ismeri a múltját, vagy a jövőjét. Fellegekbe vesző tornyai, épületeket átívelő, zsúfolt hidai mellett eltörpülnek a polgárok, akik itt élik szürke mindennapjaikat. Azért dolgoznak, hogy a város zakatoló mozgatórugója, az óragyár zavartalanul működhessen, és növekedjen. A központban egy hatalmas, fekete épület magasodik, az Óratorony ahonnan a több ezer időmérő szerkezet gyártását és termelését irányítják.
A főhős (Dörner György) a város legbefolyásosabb embere, aki a gigászi óratorony tulajdonosaként a hatalom legfőbb birtokosa. Mindent megtesz annak érdekében, hogy a vállalat minél nagyobbra növekedjen, nem törődve a városlakók vágyaival, akiknek élete szinte már összeforrt az újabb és újabb órák gyártásával. Azonban úgy tűnik, adódhatnak olyan események, amelyeket még ő maga sem vonhat az irányítása alá. Felesége (Bárd Noémi), az egyetlen, akit valaha közel engedett magához, hirtelen halálos beteg lesz. Egyetlen esélye van, ha szembeszáll az Idővel, és megpróbálja megállítani. Ebben csak egyetlen titokzatos személy, Stranger (Mark Hamill) lehet a segítségére, aki lehetőséget kínál a végzet megmásítására, így a haldokló feleség megmentésére, összekötve a múltat és a jövőt. A sors azonban rosszul tűri, ha szembeszállnak vele...

## A film
A Thelomeris egy magyar science fiction műfajban készülő nagyjátékfilm, amely független filmgyártócég saját gyártásában készül. A film célja, hogy jövőbe mutatóan összefogja a szórakoztatni vágyó magyar alkotókat, lehetőségeket biztosítson nekik, hogy nemzetközi és hazai színészekkel együtt készíthessenek világszínvonalú produkciókat. A film készítésében részt vett Mark Hamill is, mint kreatív konzultáns és színész. 